# Albert Azarján
Albert Azarján, örményül: Ալբերտ Ազարյան (Karaklis, 1929. február 11. – 2023. szeptember 5.) olimpiai, világ- és Európa-bajnok szovjet-örmény tornász.

## Pályafutása
Két olimpiai játékon vett részt a Szovjetunió képviseletében. Az 1956-os melbourne-i olimpián gyűrűn és csapatban olimpiai bajnok lett.
Az 1960-as római olimpián gyűrűn arany-, csapatversenyben ezüstérmet szerzett. Két világbajnokságon versenyzett és négy arany-, egy ezüstérmet szerzett. Az 1955-ös frankfurti Európa-bajnokságon két-két arany- és ezüstérmet nyert.
A 2004-es athéni és a 2008-as pekingi olimpián az örmény olimpiai csapat zászlóvivője volt.
Fia Eduard Azarján az 1980-as moszkvai olimpián torna csapatversenyben olimpiai bajnok lett.

## Sikerei, díjai
- Olimpiai játékok
  - aranyérmes (3): 1956, Melbourne (gyűrű, csapat), 1960, Róma (gyűrű)
  - ezüstérmes: 1960, Róma (csapat)
- Világbajnokság
  - aranyérmes (4): 1954 (gyűrű, csapat), 1958 (gyűrű, csapat)
  - ezüstérmes: 1958 (nyújtó)
- Európa-bajnokság
  - aranyérmes (2): 1955 (gyűrű, nyújtó)
  - ezüstérmes (2): 1955 (korlát, egyéni)